# Eucalyptus arenacea
Eucalyptus arenacea är en myrtenväxtart som beskrevs av Marginson och Pauline Y. Ladiges. Eucalyptus arenacea ingår i släktet Eucalyptus och familjen myrtenväxter. Inga underarter finns listade i Catalogue of Life.